# Stojići (Bugojno)
Pour les articles homonymes, voir Stojići.
Stojići (en serbe cyrillique : Стојићи) est un village de Bosnie-Herzégovine. Il est situé dans la municipalité de Bugojno, dans le canton de Bosnie centrale et dans la fédération de Bosnie-et-Herzégovine. Selon les premiers résultats du recensement bosnien de 2013, il ne compte plus aucun habitant,.

## Géographie
Le village de Stojići est situé entre la Bodićka rijeka et le Brižanski potok, deux affluents de la rivière Vrbas.
Il est entouré par les localités suivantes :
|          | Servani     |         |
| Podripci | Stojići     | Prijaci |
|          | Lenđerovina |         |

## Démographie

### Évolution historique de la population
| 1948 | 1953 | 1961 | 1971 | 1981 | 1991 | 2013 |
| ---- | ---- | ---- | ---- | ---- | ---- | ---- |
| -    | -    | 106  | 114  | 89   | 81   | 0,   |

|  |